# Fender Telecaster Custom
Fender Telecaster Custom je kitara, ki se je pojavila leta 1972. Oblika trupa je Telecaster, le da je plastika skoraj čez cel trup. Ima štiri potencimetre (standard model ima dva) in stikalo na zgornji strani (nad zadnjim delom vratu). Sprednji magnet je kovinski humbucker. Model je naprodaj v dveh barvah : sunburst (sončni zahod) in black (črna). Zvok je izredno močan, masten - bolj podoben Gibson Les Paulu, kot Telecastru. Danes je to kultna kitara, zelo redka na tržišču in zelo draga. Pojavljala se je predvsem v sedemdesetih letih - v hard rocku.

## Glasbeniki, ki so igrali ta model
- Pat Travers, Pat Travers Band
- Lenny Krawitz